# Мойдт
Мойдт (нім. Meudt) — громада в Німеччині, розташована в землі Рейнланд-Пфальц. Входить до складу району Вестервальд. Складова частина об'єднання громад Вальмерод.
Площа — 14,70 км2. Населення становить 1930 ос. (станом на 31 грудня 2020).

## Галерея

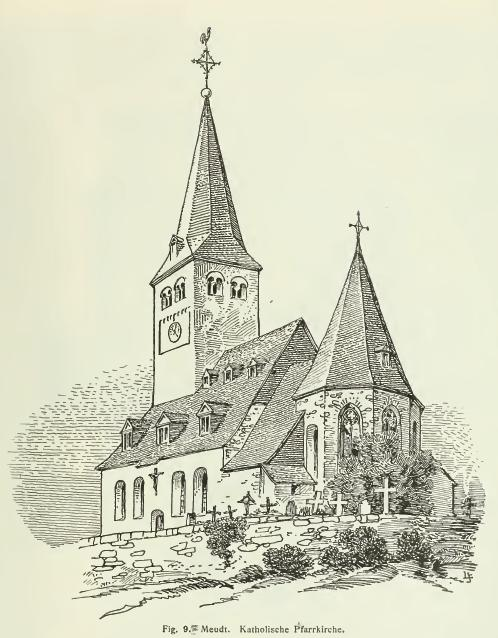
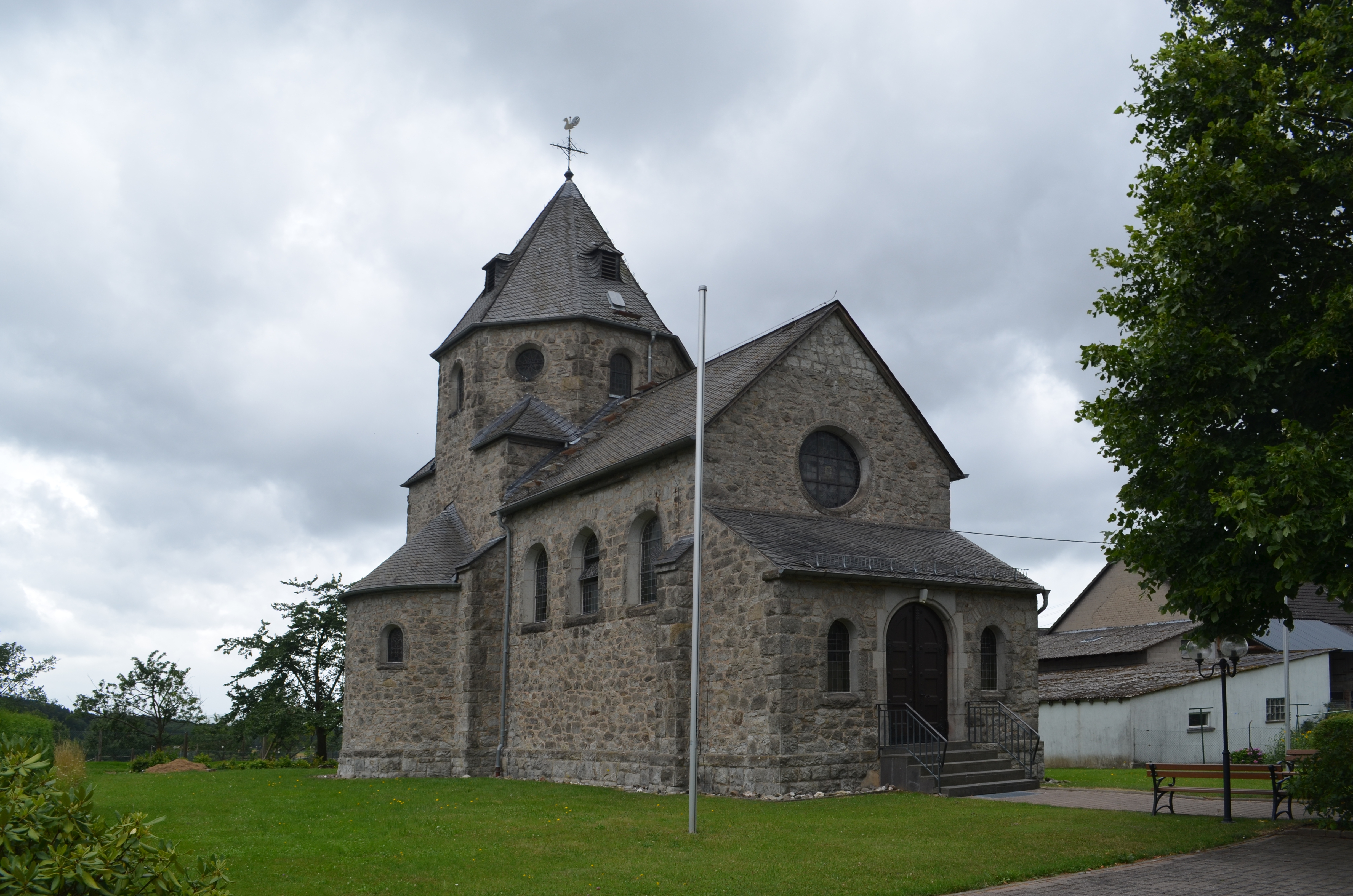